# Burgstall Windach
Der Burgstall Windach bezeichnet eine abgegangene spätmittelalterliche Höhenburg bei 592 m ü. NHN 600 m östlich der Nebenkirche St. Peter und Paul in Unterwindach, einem Gemeindeteil der Gemeinde Windach im Landkreis Landsberg am Lech in Bayern. Die Anlage wird als Bodendenkmal unter der Aktennummer D-1-7932-0047 als „Burgstall des hohen und späten Mittelalters (‚Windach‘)“ geführt.

## Beschreibung

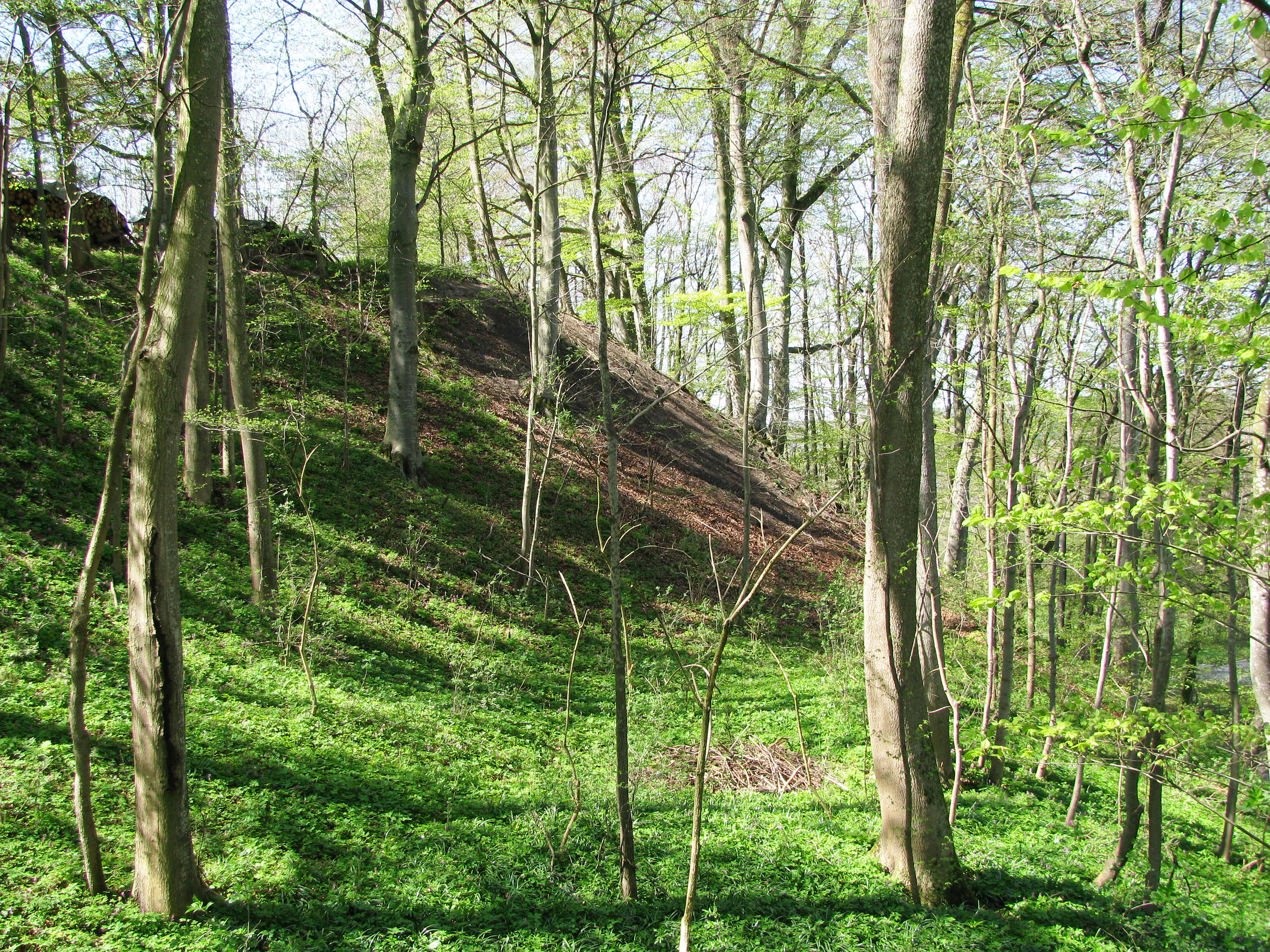
Nordseite des Burgstalls Windach von Osten

Die in etwa viereckige Anlage liegt auf einem Hügel östlich von Windach. Das Gelände ist gegenüber dem Lageplatz der Ortskirche um 20 m erhöht. Die Anlage besitzt in der Nord-Süd-Richtung die Ausmaße von ca. 120 m und in West-Ost-Richtung von 130 m. Das Burgareal ist teilweise bewaldet und im südlichen Teil modern überbaut. 